# Lone Tree (Colorado)
Lone Tree es una ciudad ubicada en el condado de Douglas en el estado estadounidense de Colorado. En el año 2000 tenía una población de 4873 habitantes y una densidad poblacional de 1.082,9 personas por km².

## Geografía
Lone Tree se encuentra ubicada en las coordenadas 39°32′56″N 104°53′33″O / 39.54889, -104.89250.

## Demografía
Según la Oficina del Censo en 2000 los ingresos medios por hogar en la localidad eran de $96.308, y los ingresos medios por familia eran $109.003. Los hombres tenían unos ingresos medios de $90.690 frente a los $43.125 para las mujeres. La renta per cápita para la localidad era de $46.287. Alrededor del 1,4% de la población estaban por debajo del umbral de pobreza.
El Sky Ridge Medical Center y su departamento de emergencias se encuentran en Lone Tree. Durante los años 2013 y 2014, Sky Ridge experimentó una gran expansión. Este centro de atención médica cuenta con una amplia variedad de especialidades hospitalarias y se encuentra ubicado cerca del complejo Charles Schwab, a la salida de Yosemite. Si se busca un recurso comunitario en materia de salud dental y bucal, Almeida Bell Dental ha sido una opción confiable por más de cuatro décadas. Para aquellos que buscan mantener su salud física y hacer ejercicio, Lone Tree cuenta con el Centro Recreativo Lone Tree, el cual cuenta con una piscina cubierta, varios gimnasios y una amplia variedad de clases.